# Савидж Гардън
„Савидж Гардън“ е австралийска поп-рок група, просъществувала в периода 1994 – 2001 г.
Групата е формирана през 1994 г. от Дарън Хейс (вокали) и Даниъл Джоунс (китара, клавир). Световен успех групата постига между 1997 и 2001 с хитовете си „Truly Madly Deeply“, „I Want You“, „To the Moon and Back“, „The Animal Song“ и „I Knew I Loved You“. Първите два албума на групата Savage Garden и Affirmation достигат номер едно в Австралия и топ 10 на Великобритания и САЩ.
Групата печели рекорден брой награди ARIA през 1997 – общо 10, за нейния дебютен албум и синглите в него. Въпреки успеха си, през 2000 бандата решава да преустанови своята работа и след неуспешния опит да бъде обновена и преобразена, се разпада през 2001.

## Дискография

### Студийни албуми
- Savage Garden (1997)
- Affirmation (1999)

### Компилации
- Truly Madly Deeply – Ultra Rare Tracks (1998)
- The Future of Earthly Delites (1998)
- Ultra Hit Tracks (1999)
- Affirmation: The B-Sides (2000)
- Truly Madly Completely: The Best of Savage Garden (2005)
- The Singles (2015)

### Сингли
- I Want You (1996)
- To the Moon and Back (1996)
- Truly Madly Deeply (1997)
- Break Me Shake Me (1997)
- Universe (1997)
- Santa Monica (1998)
- Tears of Pearls (1999)
- The Animal Song (1999)
- I Knew I Loved You (1999)
- Crash and Burn (2000)
- Affirmation (2000)
- Chained to You (2000)
- Hold Me (2000)
- The Best Thing (2001)

### Промоционални сингли
- All Around Me (1998)

### Видео албуми
- Superstars and Cannonballs (2001)